# Mikhail Shubin
Mikhail Shubin (Rússia, 1944) é um matemático estadunidense nascido na Rússia.